# Nadur Youngsters Football Club
Il Nadur Youngsters Football Club è una società calcistica maltese con sede nella città di Nadur, sull'isola di Gozo.
Il club, fondato nel 1958, milita nella Prima Divisione del Campionato di calcio di Gozo, di cui si è laureato campione nella stagione 2022-23.

## Storia
La squadra è una delle più titolate del calcio gozitano, avendo vinto un totale di 14 titoli di massima serie (record) e 10 Coppe di Gozo.

## Palmarès
- First Division (Gozo): 14

1967-68, 1994-95, 1995-96, 1996-97, 1998-99, 2001-02, 2002-03, 2005-06, 2006-07, 2007-08, 2012-13, 2019-20, 2021-22, 2022-23
- Coppa di Gozo: 10

1987-88, 1992-93, 1993-94, 1994-95, 1995-96, 2003-04, 2010-11, 2013-14, 2021-22, 2022-23
- Supercoppa di Gozo: 8

1993-94, 1994-95, 1997-98, 2002-03, 2006-07, 2012-13, 2013-14, 2019-20